# Fairway
Fairway er i golf betegnelsen, for et kortklippet tæppe af græs, mellem teestedet og greenen. Det er oftest det stykke af hullet, som fylder mest.
Der kan være bunkers (sandhuller), på fairwayen. De kaldes fairway-bunkers, og det er en god ide at tage et langt jern derfra. Der kan også sagtens stå træer rundt omkring på fairwayen, men de er for det meste ikke særligt høje, så man kan sagtens komme over dem. Der kan også godt løbe en å eller en bæk tværs over fairwayen, hvilket normalt vil være markeret med enten røde pæle (parallel vandhazrd) og gule pæle (vandhazard).
Bolden må ikke placeres på en tee igen, da det kun er på tee-stedet, at man må tee'e op. Man skal heller ikke slå med driver på fairwayen, men med enten fairway-kølle, -jern eller de såkaldte rescuewoods, som er løftet meget.
| Sport | Spire Denne artikel om sport er en spire som bør udbygges. Du er velkommen til at hjælpe Wikipedia ved at udvide den. |